# Петіт вердо
Петіт Вердо (фр. Petit verdot) — це сорт винограду червоного вина, який в основному використовується в класичних бордоських сумішах. Він дозріває набагато пізніше, ніж інші сорти в Бордо, часто занадто пізно. Коли він дозріває, то додає до суміші танін, колір і аромат у невеликих кількостях. Petit verdot привернув увагу серед виноробів Нового Світу, де він надійніше дозріває і з нього роблять односортове вино. Це також корисно для «зміцнення» середнього смаку сумішей Каберне Совіньйон.
У молодому віці його аромати порівнювали з банановою та олівцевою стружкою. В міру дорослішання розвиваються сильні тони фіалки та шкіри.

## Історія

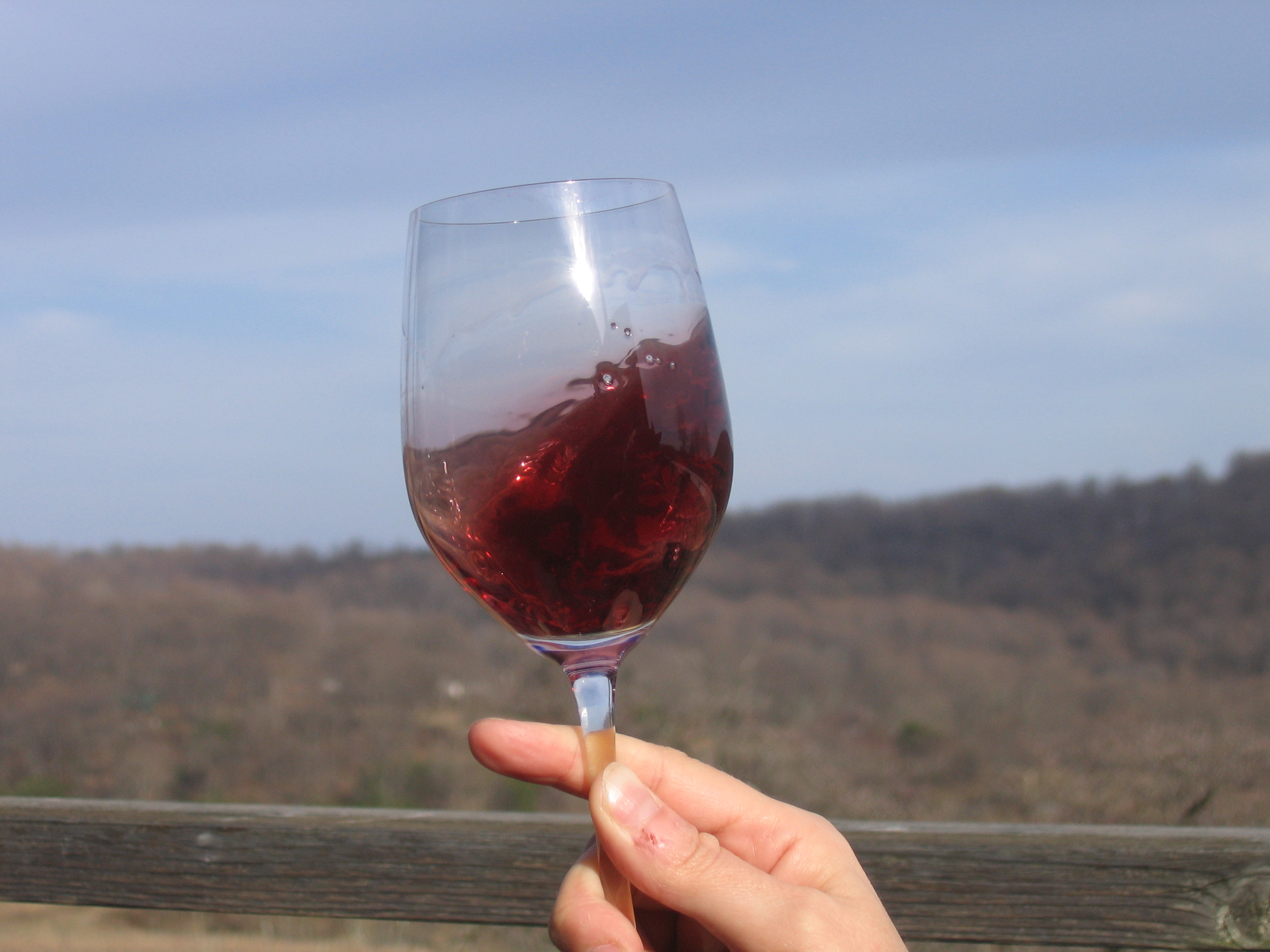
Келих Petit Verdot

Petit Verdot, ймовірно, передує Каберне Совіньйон у Бордо, але його походження неясно. Є відомості про нього у вісімнадцятому столітті, але його характеристики дозволяють припустити, що вони походять з набагато жаркіших кліматів, ніж Жиронда.
Це один з батьків Трессо, інший — Дурас, виноград із верхньої долини Тарна поблизу Тулузи. Цілком можливо, що обидва вони були завезені в цей регіон римлянами, коли вони переселялися з Середземного моря вглиб країни.

## Дистрибуція та вина

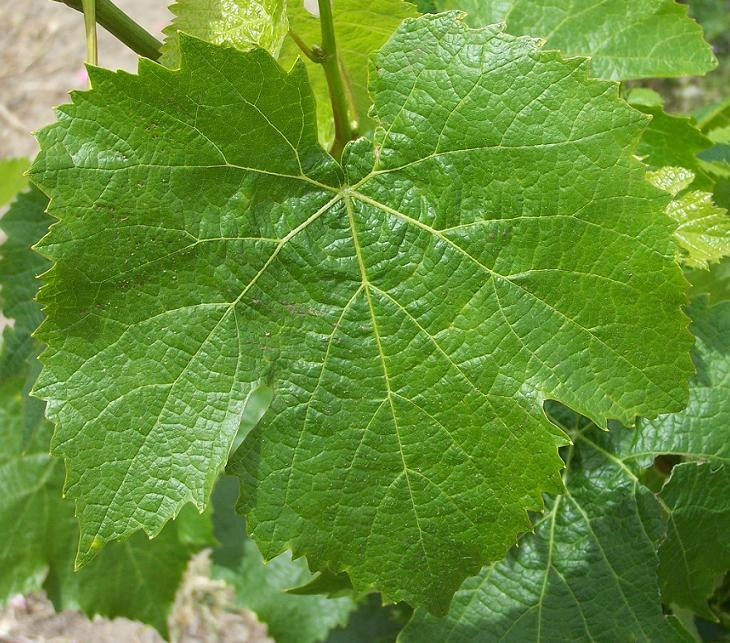
Листок Petit Verdot

### Аргентина
В Аргентині є кілька кварталів Petit Verdot, хоча протягом багатьох років він був позначений як Fer.

### Австралія
Петіт Вердо був включений у колекцію Джеймса Басбі 1832 року, і його випробував сер Вільям Макартур у 1840-х роках. У 2000 р. В Австралії було 1600 гектарів, а садиба Кінгстон у Південній Австралії мала найбільші посадки, у чотири рази більше, ніж у Франції Його все частіше використовують для виготовлення масивних, задумливих, односортових вин, які будуть старіти протягом декількох років — Pirramimma відстоює цей підхід, і вина Warrumbungle випускають лише витримані / льохові урожаї, щоб підкреслити потенціал старіння.

### Чилі
У 2003 році в Чилі було 137 га.

### Франція
Майже весь Petit Verdot у Франції висаджується в Бордо, здебільшого в Медок, де він використовується в невеликих кількостях для надання структури класичній бордоській суміші. Однак пізнє дозрівання означає, що в деякі роки весь урожай втрачається, і він належним чином дозріває лише раз на чотири роки. Шато Палмер незвично тим, що в його суміші до 6 % Petit Verdot, що допомагає посилити високу частку Мерло у їх винах. 1–3 % є більш звичним.

### Італія
В Італії його іноді культивують у Мареммі (Тоскана) та Лаціо.

### Перу

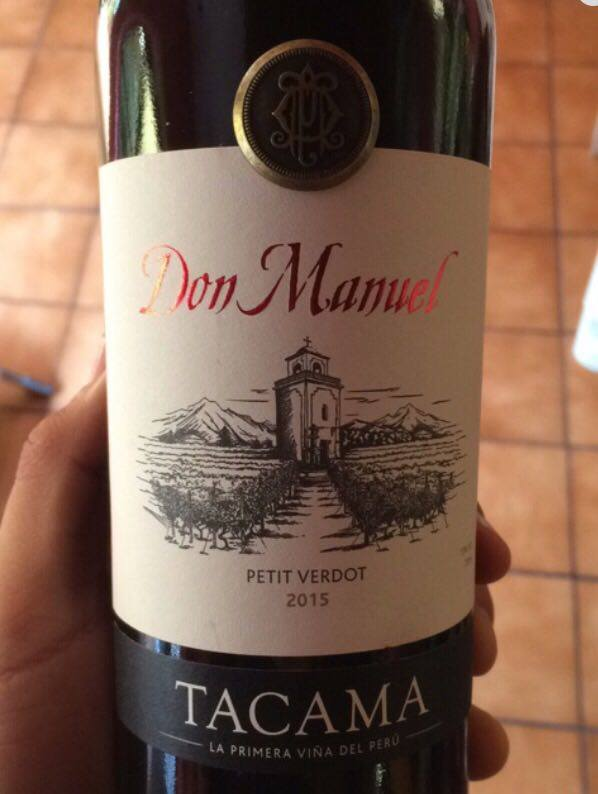
Дон Мануель від Tacama 100 % Petit Verdot

У Перу виноградні лози Petit Verdot вирощують на півдні Іка. Погода в пустелі від Іка дозволяє виробникам виробляти 100 % сортові вина Petit Verdot. Винзавод Tacama виробляє одне з найвищих вин, «Дон Мануель», зі 100 % виноградом Petit Verdot.

### Португалія
У Португалії іноді культивується в Алентежу з чудовими результатами завдяки специфічним кліматичним умовам цього регіону.

### США
Ряд сумішей Meritage Bordeaux бачив значний інтерес до сорту в Каліфорнії, де у 2003 році було 360 га. Більш стабільний, теплий клімат є великою підмогою для надійного дозрівання винограду, і виробники починають експериментувати з окремими сортами. Висаджується також в Аризоні, Колорадо, Орегоні, Техасі, Вірджинії, Мериленді, Міссурі, Північній Кароліні, Нью-Джерсі, Пенсільванії, Лонг-Айленді, Нью-Йорку, Нью-Мексико та Вашингтоні.
На додаток до наведених країн, Petit Verdot використовується як «приправа» в сумішах у стилі Бордо в Британській Колумбії, Новій Зеландії, Південній Африці та Іспанії.

## Виноградна лоза та виноградарство
Листя мають 3–5 часточок з помітно витягнутою центральною часткою. Маленькі циліндричні грона крилаті, з маленькими чорними ягодами.
Назва Petit Verdot («маленький зелений») стосується однієї з основних проблем винограду, оскільки часто ягоди не можуть нормально розвиватися без відповідної погоди під час цвітіння. Це також стосується пізнього дозрівання, яке зазвичай надто пізно для клімату Бордо. Petit Verdot також має особливу характеристику тим, що утворює понад два скупчення на пагін.

## Синоніми
Бутон, Кармелін, Геран, Ламбрускет Нуар, Петі Вердо, Петі Вердо Нуар, Вердо та Вердо Руж.